# Pterolophia borneensis
Pterolophia borneensis är en skalbaggsart som beskrevs av Fisher 1935. Pterolophia borneensis ingår i släktet Pterolophia och familjen långhorningar. Inga underarter finns listade i Catalogue of Life.